# Dům čp. 729 Janáčkovo nábřeží
Dům čp. 729 na Janáčkově nábřeží (v době výstavby nábřeží Ferdinandovo) v Praze 5 - Smíchově je čtyřpatrový novorenesanční nájemní dům. Byl postaven v letech 1891- 1892 podle návrhu novorenesančního architekta Jana Zeyera a jeho kolegy Viktora Skůčika ovlivněných pojetím české novorenesance významného českého architekta Antonína Wiehla. Dům čp. 729 je řešen podobně jako dům čp. 91 na témže nábřeží stavěný ve stejné době stejnými architekty.

## Popis domu

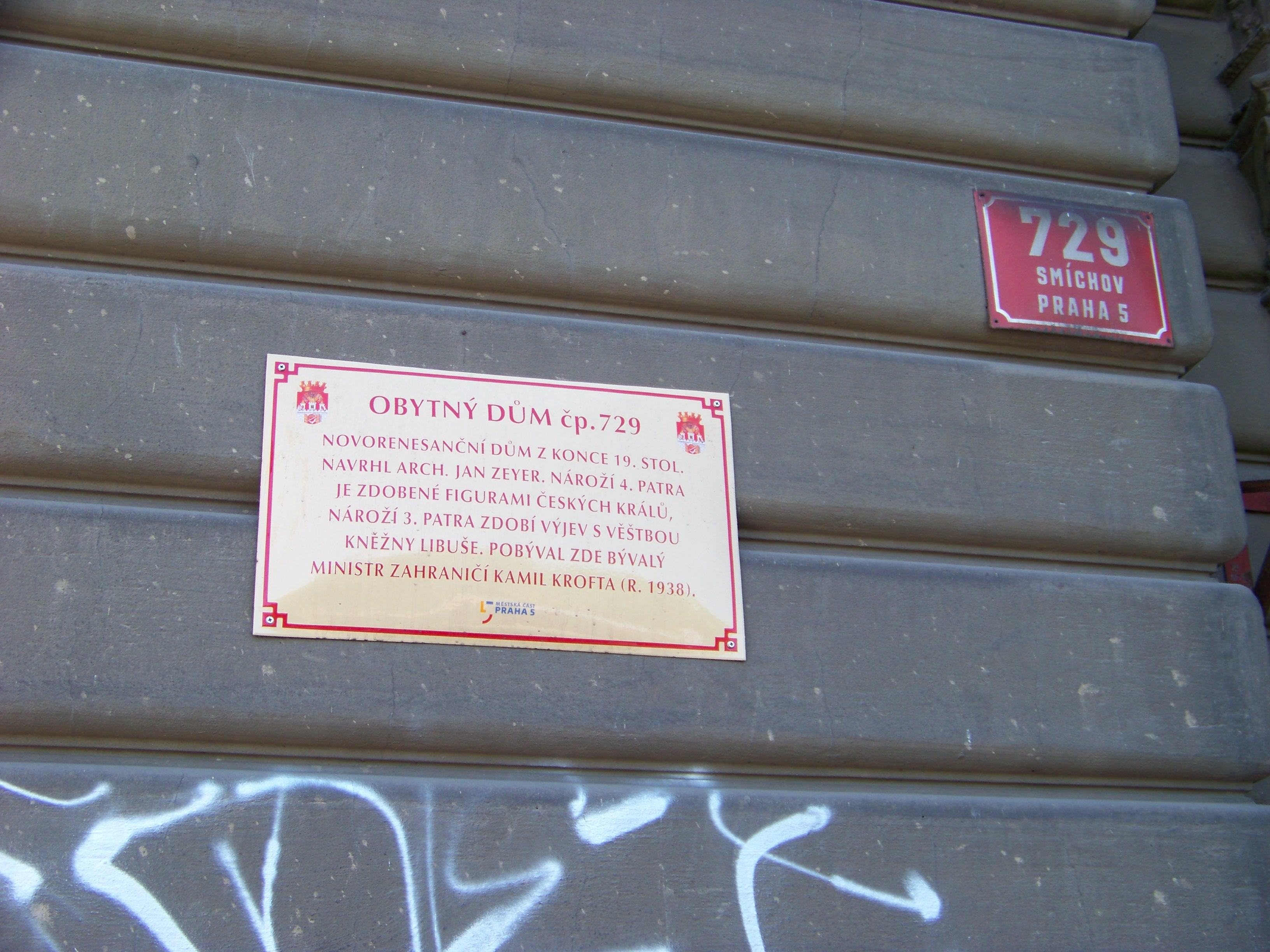
Smíchov 729, informační tabule

Čtyřpatrový novorenesanční nájemní nárožní dům situovaný na nároží Janáčkova nábřeží a Malátovy ulice. Výzdobu domu tvoří fasádou z režného zdiva odděleného od plastického pásového členění ornamentálním vlysem proloženým medailónky se symboly zvěrokruhu. Fasáda je ve čtvrtém patře zakončena zbytnělou kordonovou římsou. Parapet římsy zdobí rostlinný ornament, který se opakuje na pilířích mezi okny v zakončujícím vlysu a ve štítcích nad korunní římsou. Na domě se (stejně jako na domě čp. 91) dochovala výzdoba v původním rozsahu. Koncepce výzdoby odpovídá novorenesanční orientaci na historická témata. 

## Autoř projektu architekti Jan Zeyer a Viktor Skuček
Autorem návrhu je český architekt Jan Zeyer náležející ke generaci Národního divadla. Na počátku své stavitelské dráhy Jan Zeyer v letech 1873–1880 spolupracoval s architektem Antonínem Wiehlem, vůdčí osobností novorenesance, navazujícího na tradici české renesance 16. století. Wiehlovým pojetím české novorenesance byl Zeyer ovlivněn i v dalších letech.
 Zeyer společně s Wiehlem v Praze navrhli a postavili 5 činžovních domů. Wiehlovo a Zeyerovo do té doby neobvyklé pojetí výzdoby domů vzbudilo pozornost odborníků a příznivý ohlas veřejnosti. O tom svědčí názor historičky a etnografky Renáty Tyršové publikovaný po dokončení stavby domu čp. 1035/17 v ulici Karolíny Světlé, kde se Antonín Wiehl v průběhu stavby inspiroval rekonstrukcí Schwarzenberského paláce dokončenou Josefem Schulzem v roce 1871, jmenovitě konzolovou římsou. Wiehlův a Zeyerův kolega architekt Jan Koula jejich úsilí definoval v roce 1883 ve Zprávách Spolku architektů a inženýrů v království Českém jako „výklad o vývoji a stylu A. Wiehla“ „…Wiehl bojuje o nové vyjádření architektonické na základě vzorů, pro Prahu a Čechy XVI. a XVII. století typických a ukázal k nim poprvé, když postavil svůj „sgrafitový domek“ v Poštovské ulici. Od té doby pilně sbíral památky naší renesance, studoval je a kde mu bylo možno, hleděl jich užíti na svých stavbách. Wiehlovým přičiněním mluví se o „české renesanci“; cítíme oprávněnost tohoto názvu, ale nikdo dosud nestanovil přesně, v čem ráz těch staveb záleží…“Zeyer s Wiehlem navrhli a realizovali ještě Dům Bohuslava Schnircha v Mikovcově ulici čp. 548/5, Olivův dům čp. 1032/14 v Divadelní ulici, Dům s taneční školou Karla Linka čp. 1050 v Praze 1, Divadelní ul. 12, Krocínova ul. 1. (1875–1876), Dům čp. 1035/17 Karolíny Světlé (1876). Podobně Wiehl ovlivnil i Karla Gemprle, se kterým spolupracoval po Zeyerovi.Po ukončení spolupráce s Wiehlem Zeyer realizoval čtyři nájemní domy ve spolupráci s architektem Viktorem Skůčkem.

## Malířská výzdoba domu
Výzdoba domu odpovídá orientaci novorenesančních architektů, malířů a sochařů na historická a vlastenecká témata. na cykly ze života a český folklor. Koncepce fasády také ukazuje Zeyerovo ovlivnění Wiehlem a stylem „mluvící architektury“ v historických postavách.  Malířská výzdoba domu (analogicky u domu čp. 729) vychází svými motivy z české historie. V polích mezi okny jsou obrazy významných žen české historie a bájesloví: Johana z Rožmitálu, Eliška Přemyslovna, Drahomíra se svými syny a sv.Ludmila.Jejich protějškem jsou na domě čp.91 postavy českých králů: Karel IV., Václav IV., Vladislav I. a Jiří z Poděbrad obrazy Pod obrazy ženských postav je v jednom poli rizalitu čtvrtého patra obraz kněžny Libuše věštící slávu Prahy.

## Galerie domu

### Celkové pohledy

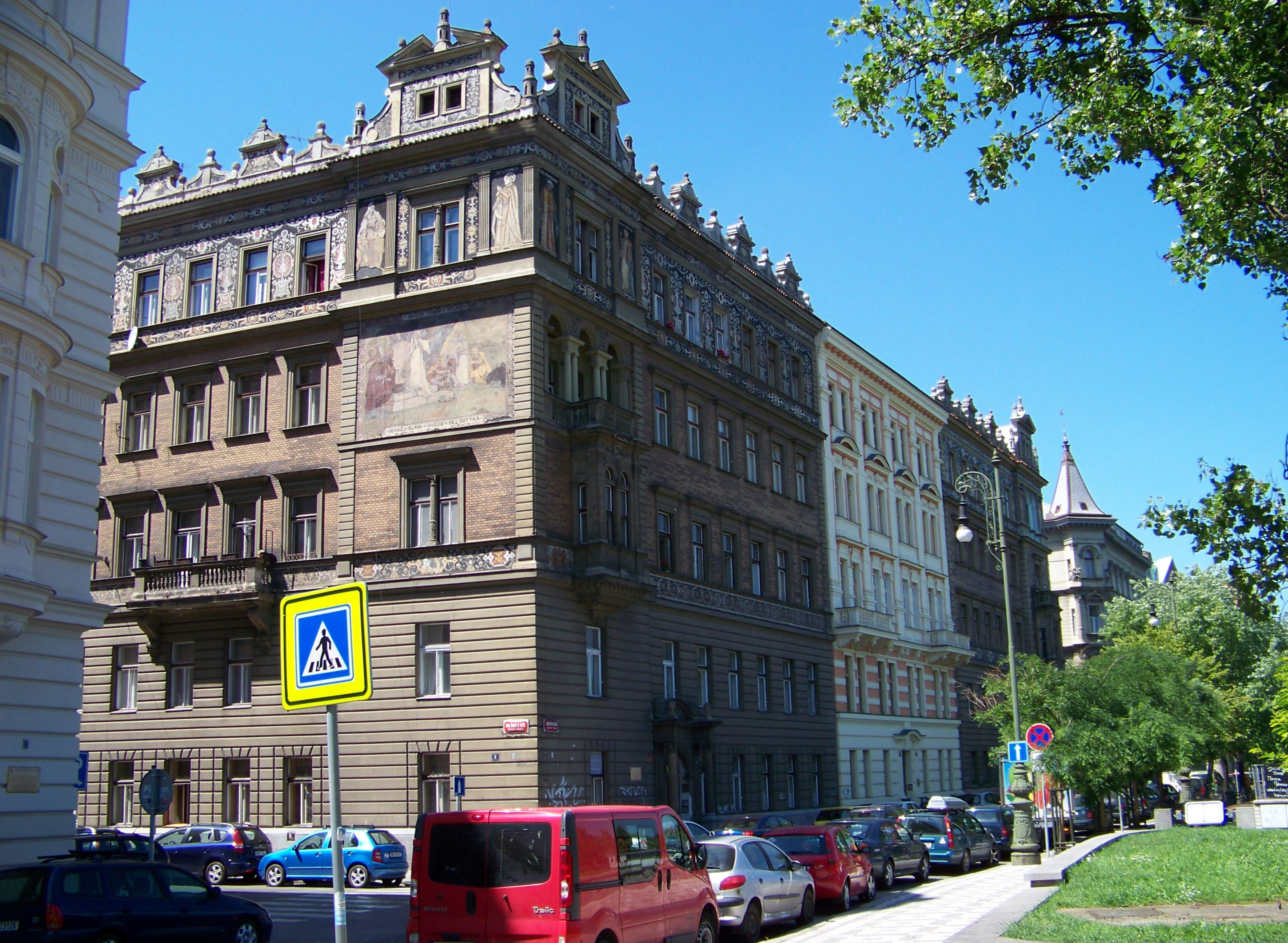
Janáčkovo nábřeží čp. 729

### Detaily sgrafit

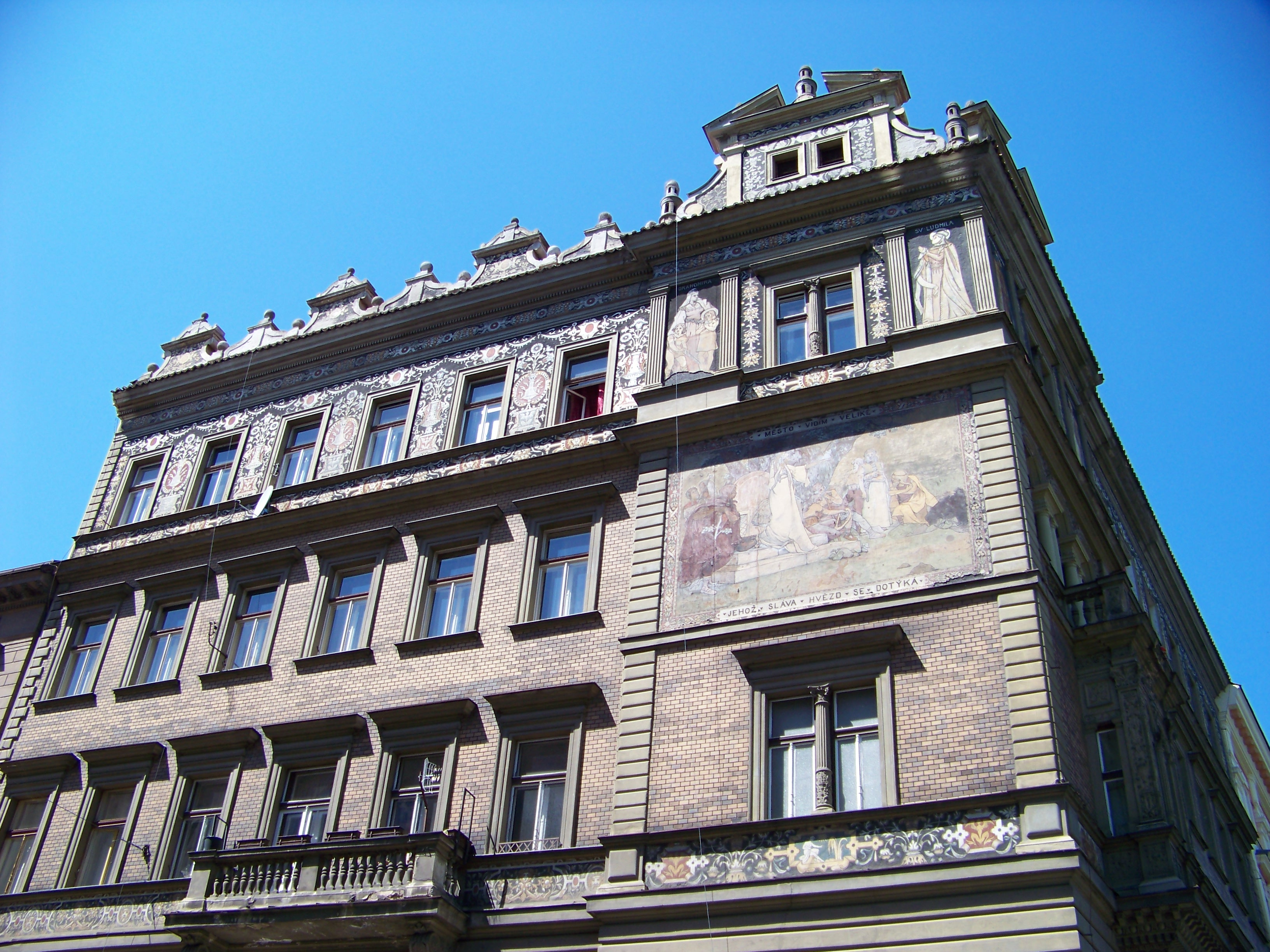
Detaily sgrafit z ulice Pavla Švandy ze Semčic
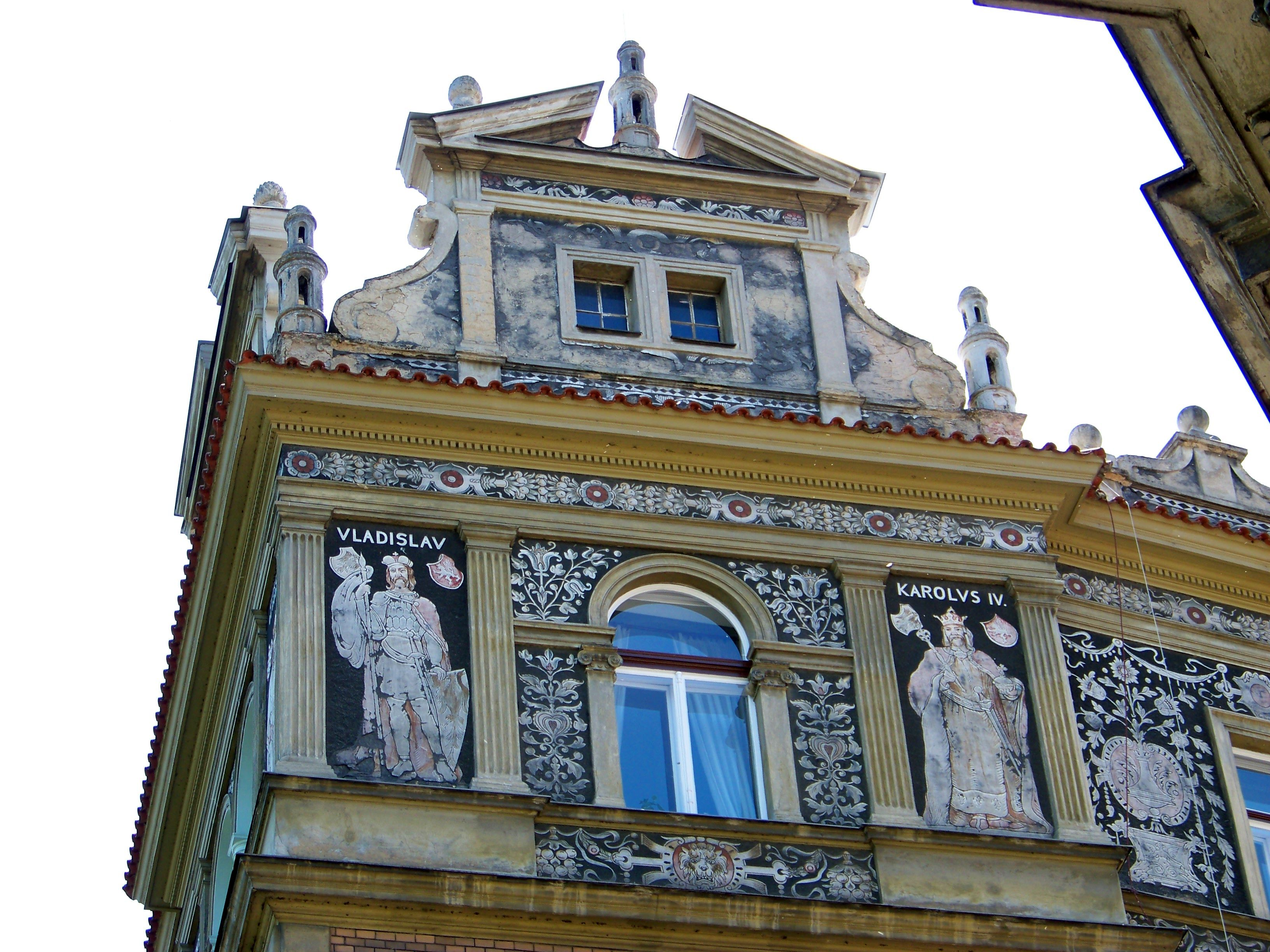
Detaily sgrafit z ulice Pavla Švandy ze Semčic

### Historické postavy na sgrafitech domu

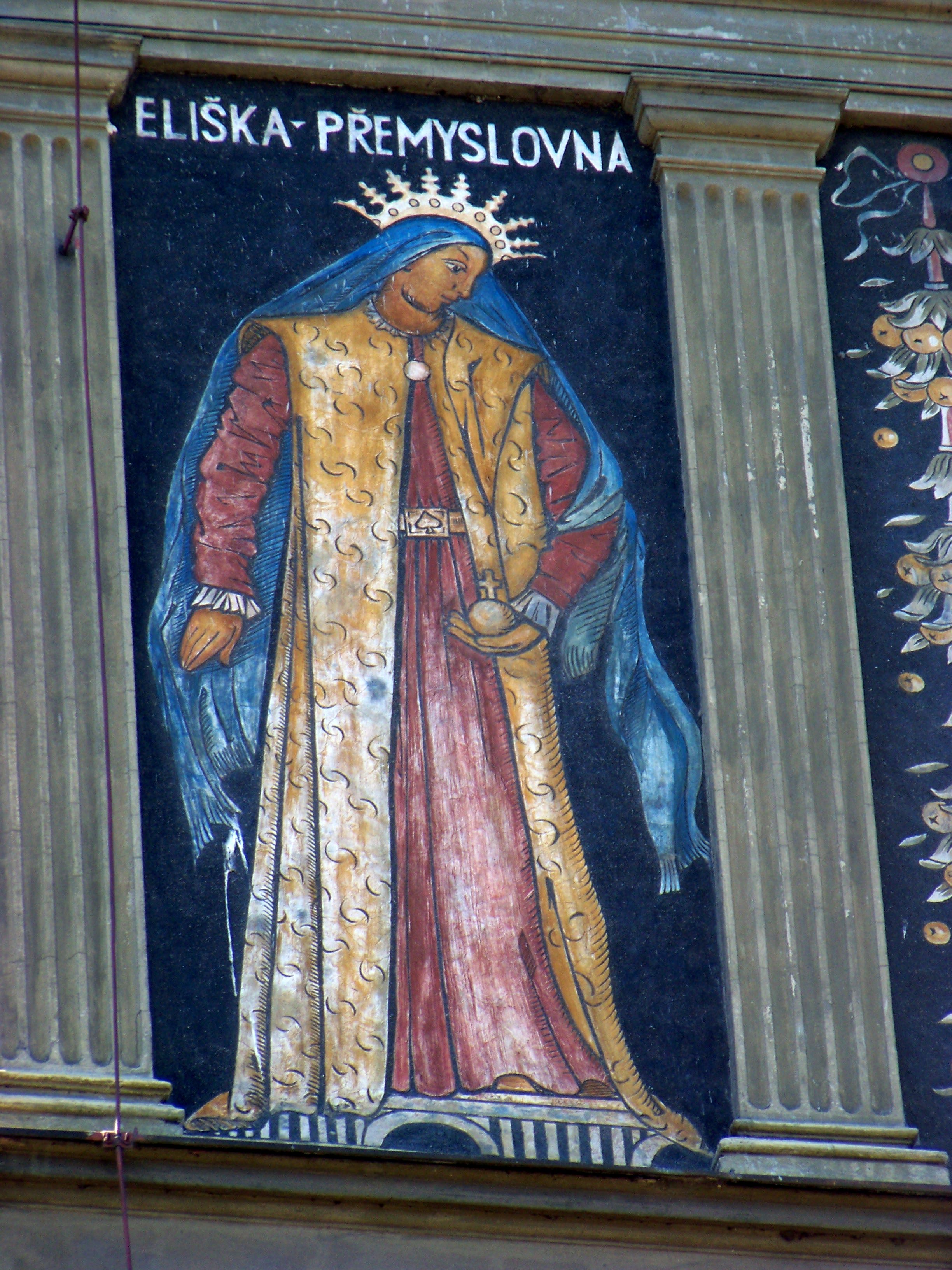
Eliška Přemyslovna
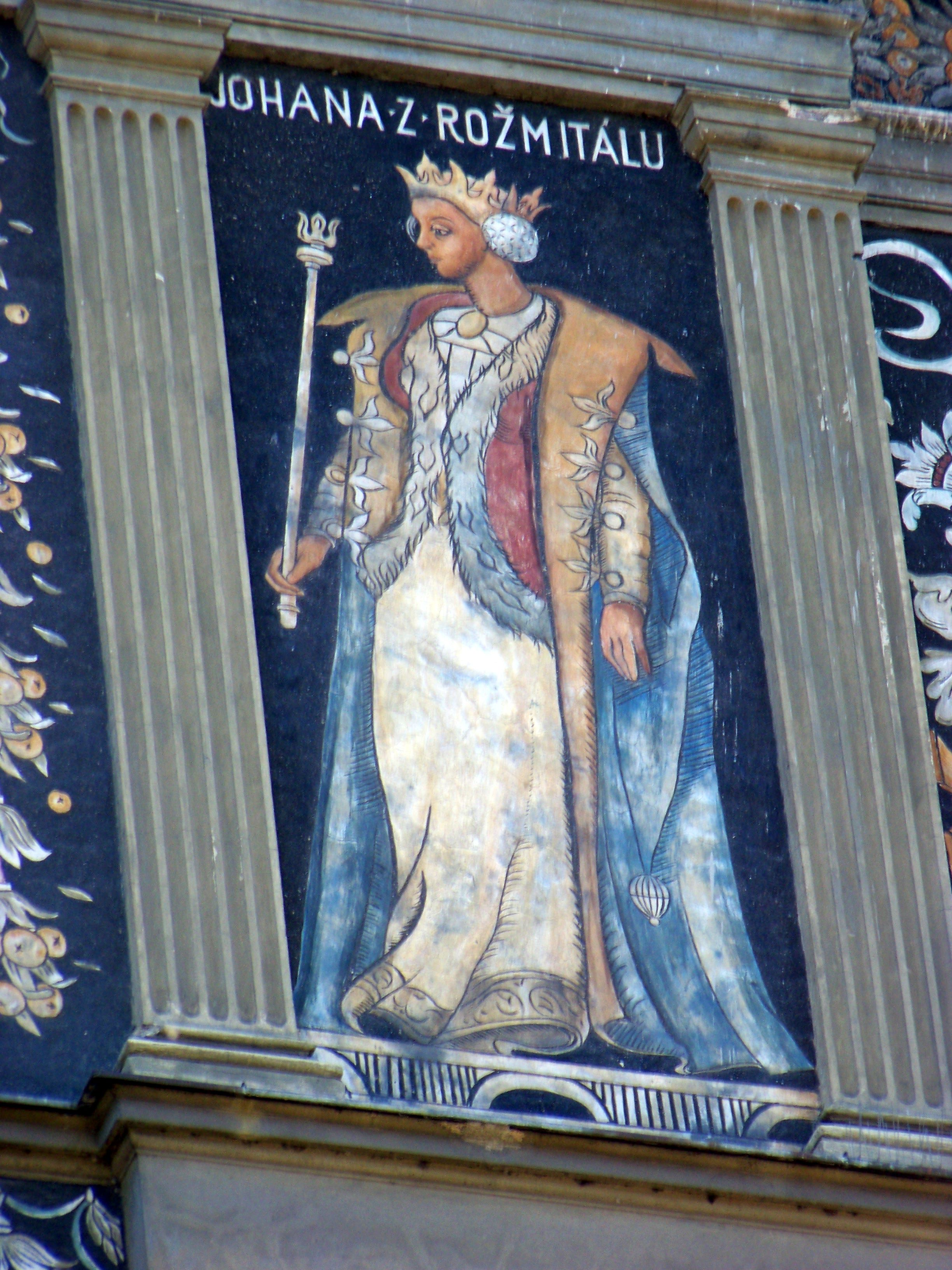
Johana z Rožmitálu
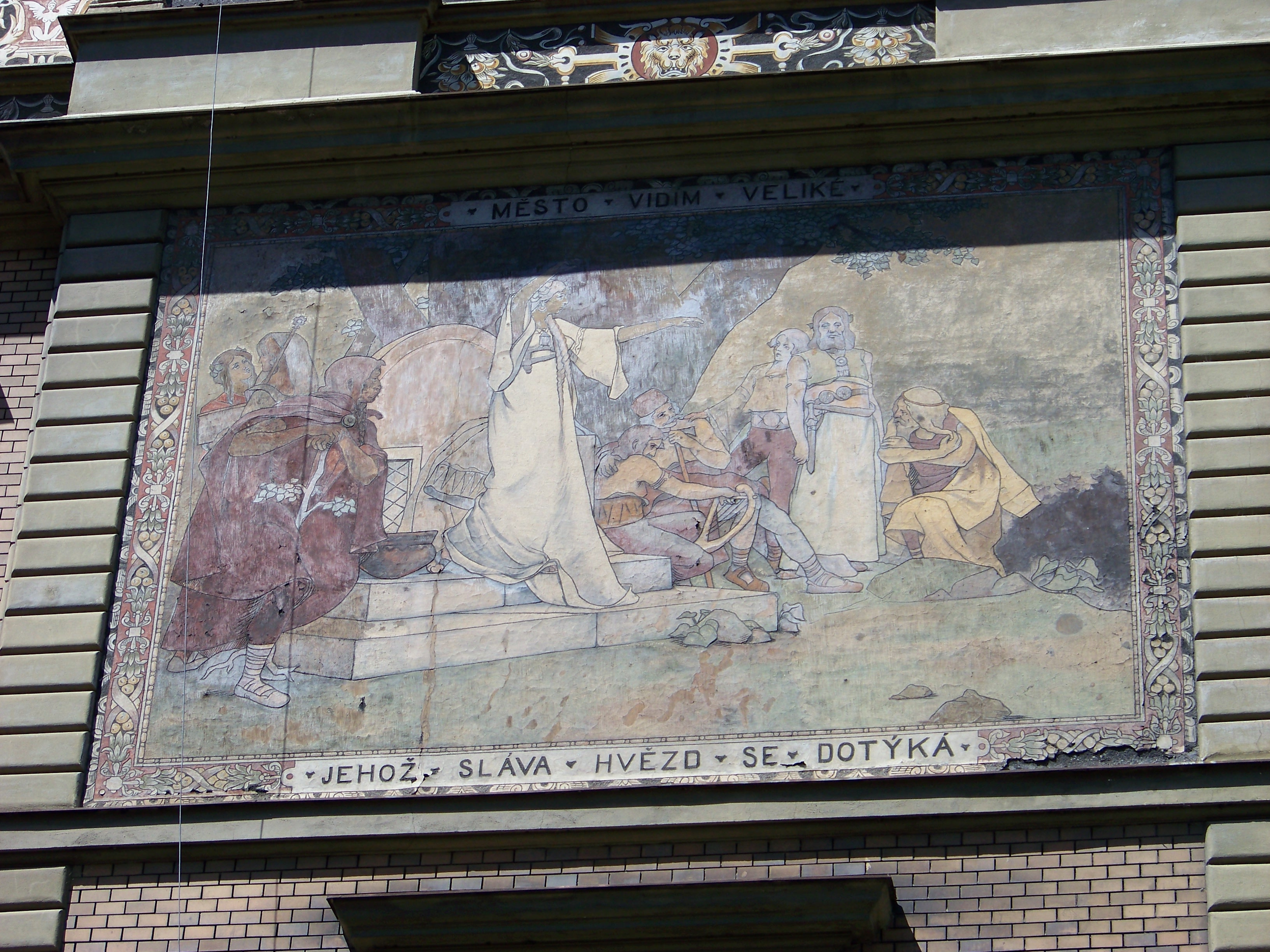
Libušina věštba
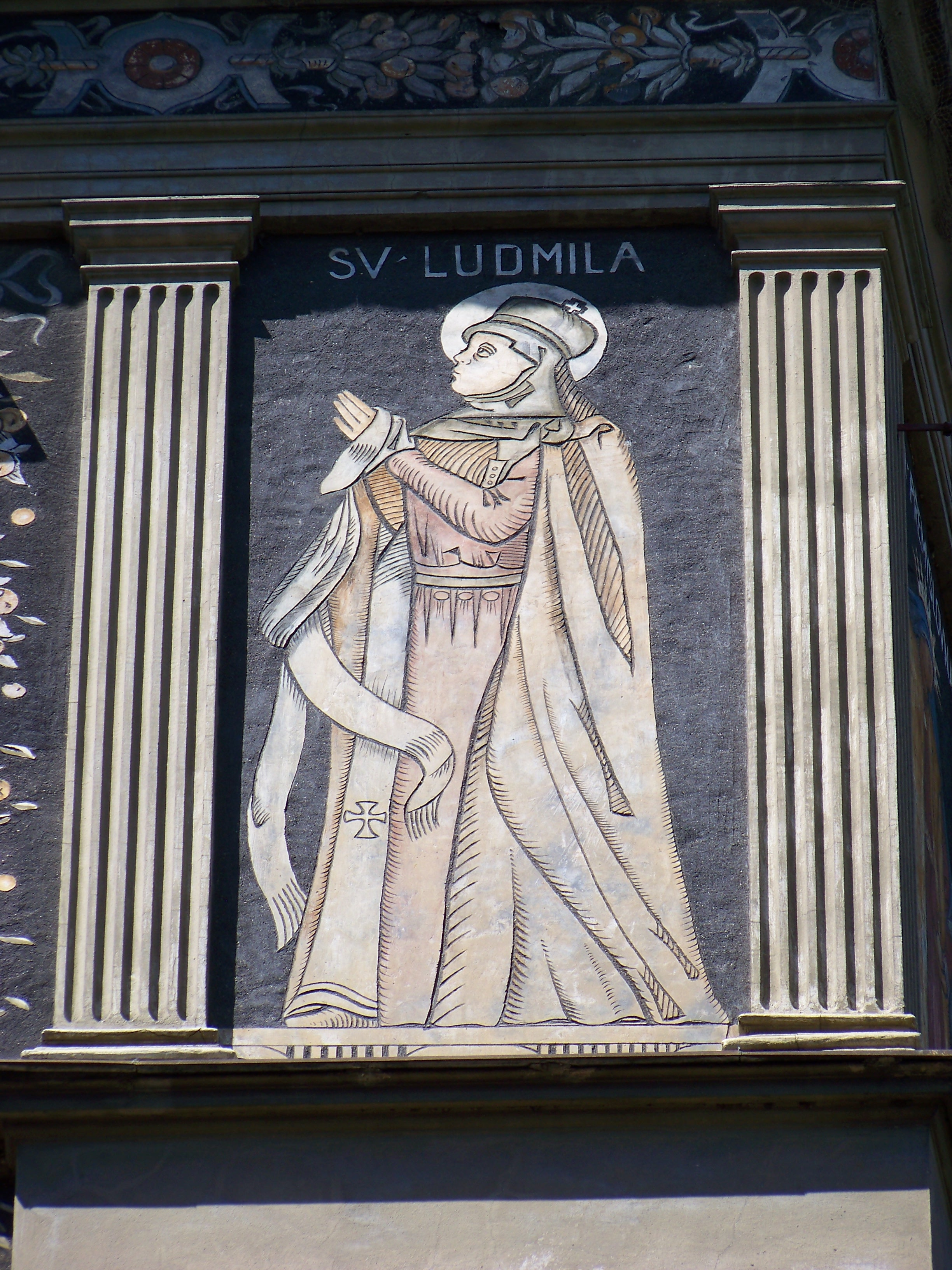
sv. Ludmila